# Dovey Johnson Roundtree
Pour les articles homonymes, voir Roundtree.
 (septembre 2022).
La mise en forme du texte ne suit pas les recommandations de Wikipédia : il faut le « wikifier ».
Les points d'amélioration suivants sont les cas les plus fréquents. Le détail des points à revoir est peut-être précisé sur la page de discussion.
- Les titres sont pré-formatés par le logiciel. Ils ne sont ni en capitales, ni en gras.
- Le texte ne doit pas être écrit en capitales (les noms de famille non plus), ni en gras, ni en italique, ni en « petit »…
- Le gras n'est utilisé que pour surligner le titre de l'article dans l'introduction, une seule fois.
- L'italique est rarement utilisé : mots en langue étrangère, titres d'œuvres, noms de bateaux, etc.
- Les citations ne sont pas en italique mais en corps de texte normal. Elles sont entourées par des guillemets français : « et ».
- Les listes à puces sont à éviter, des paragraphes rédigés étant largement préférés. Les tableaux sont à réserver à la présentation de données structurées (résultats, etc.).
- Les appels de note de bas de page (petits chiffres en exposant, introduits par l'outil «  Source ») sont à placer entre la fin de phrase et le point final[comme ça].
- Les liens internes (vers d'autres articles de Wikipédia) sont à choisir avec parcimonie. Créez des liens vers des articles approfondissant le sujet. Les termes génériques sans rapport avec le sujet sont à éviter, ainsi que les répétitions de liens vers un même terme.
- Les liens externes sont à placer uniquement dans une section « Liens externes », à la fin de l'article. Ces liens sont à choisir avec parcimonie suivant les règles définies. Si un lien sert de source à l'article, son insertion dans le texte est à faire par les notes de bas de page.
- La présentation des références doit suivre les conventions bibliographiques. Il est recommandé d'utiliser les modèles {{Ouvrage}}, {{Chapitre}}, {{Article}}, {{Lien web}} et/ou {{Bibliographie}}. Le mode d'édition visuel peut mettre en forme automatiquement les références.
- Insérer une infobox (cadre d'informations à droite) n'est pas obligatoire pour parachever la mise en page.

Pour une aide détaillée, merci de consulter Aide:Wikification.
Si vous pensez que ces points ont été résolus, vous pouvez retirer ce bandeau et améliorer la mise en forme d'un autre article.
 (septembre 2022).
Dovey Mae Johnson Roundtree, née le 1er avril 1914 et morte le 21 mai 2018, est une militante afro-américaine des droits civiques, ordonnée ministre et avocate. Sa victoire en 1955 devant l'Interstate Commerce Commission pendant la première affaire de déségrégation des autobus fut portée devant la ICC et aboutit à la seule répudiation explicite de la doctrine séparés mais égalux dans le domaine du transport par autobus interétatique par un tribunal ou un organe administratif fédéral. L'affaire Sarah Keys c. Carolina Coach Company (64 MCC 769 (1955)), que Dovey Roundtree a portée devant la ICC avec son partenaire juridique et mentor Julius Winfield Robertson, fut invoquée par le procureur général Robert F. Kennedy lors de la campagne des Freedom Riders de 1961 dans son combat réussi pour obliger l'Interstate Commerce Commission à appliquer ses décisions et mettre fin aux lois Jim Crow dans les transports publics.
Étant une protégée de l'activiste et éducatrice noire Mary McLeod Bethune, Roundtree fut sélectionnée par Bethune afin de former la première classe de femmes afro-américaines en tant qu'officiers dans le Corps auxiliaire de l'armée des femmes nouvellement créé (plus tard le Corps de l'armée des femmes) pendant la  Seconde Guerre mondiale. En 1961, elle devient l'une des premières femmes à recevoir le statut ministériel complet dans l'Église épiscopale méthodiste africaine, qui venait de commencer à ordonner des femmes à un niveau au-delà des simples prédicateurs en 1960. Avec son admission controversée au Women's Bar, association entièrement composée de femmes blanches à l'époque[pas clair] du district de Columbia en 1962, elle cassa les discriminations raciales envers les femmes des minorités dans la communauté juridique de Washington. Dans l'une des affaires de meurtre les plus sensationnelles et largement couvertes de Washington, États-Unis c. Ray Crump, jugé à l'été 1965 à la veille des émeutes de Watts, Roundtree a obtenu l'acquittement du travailleur noir accusé du meurtre de la socialite de Georgetown (et ancienne épouse d'un officier de la CIA ) Mary Pinchot Meyer qui entretenait des relations amoureuses avec le président John F. Kennedy.
Associée fondatrice du cabinet d'avocats Roundtree, Knox, Hunter and Parker à Washington, DC en 1970 après le décès de son premier associé Julius Robertson en 1961, Roundtree fut consultante spéciale pour les affaires juridiques auprès de l'Église AME et avocate générale du National Council of Negro Women. Elle inspira l'actrice Cicely Tyson dans sa représentation d'un avocat non-conformiste des droits civiques dans la série télévisée Sweet Justice  et le récipiendaire, avec la juge à la retraite de la Cour suprême Sandra Day O'Connor, de l'American Bar Association's 2000 Margaret Brent Women Lawyers of Achievement Award.

## Enfance et influence
Dovey Mae Johnson est née à Charlotte, en Caroline du Nord, seconde des quatre filles de James Eliot Johnson, imprimeur dans les bureaux locaux de l'Église épiscopale méthodiste africaine de Sion, et de Lela Bryant Johnson, couturière et domestique. Après la mort de son père lors de l'épidémie de grippe de 1919, Roundtree, sa mère et ses sœurs partent vivre avec sa grand-mère maternelle, Rachel Bryant Graham, et son mari, le révérend. Clyde L. Graham, pasteur de l'église Zion. Bien que Rachel Graham n'ait eu qu'une éducation de troisième année, elle a exercé une grande influence dans la communauté noire de Charlotte et, grâce à son implication dans les clubs de femmes de couleurs, elle se lia d'amitié avec Mary McLeod Bethune, qui a, à l'époque, beaucoup voyagé dans le Sud du pays en tant que président de l'Association nationale des clubs de femmes de couleur, précurseur du Conseil national des femmes noires . La vision de Bethune inspira Roundtree à exceller sur le plan académique et sortir de  la pauvreté ainsi que Jim Crow, à cibler une carrière médicale et étudier au Spelman College de 1934 à 1938, au moment le plus important de la Grande Dépression.
C'est en 1941 que Roundtree tente de retrouver Bethune, alors que la menace de la Seconde Guerre mondiale générait un nombre sans précédent d'emplois pour les Afro-Américains dans le cadre du programme de «préparation à la défense» du pays. Démissionnant du poste d'enseignante en Caroline du Sud qu'elle avait occupé à la fin de ses études universitaires en 1938, elle chercha Bethune à Washington, DC pour obtenir de l'aide afin d'obtenir un emploi dans l'industrie de la défense en plein essor. Bethune l'a immédiatement sollicitée pour l'entraînement du groupe restreint de 40 femmes afro-américaines devant devenir les premières à s'entraîner en tant qu'officiers dans le Corps auxiliaire féminin de l'armée nouvellement créé.

## Carrière militaire
Roundtree contesta publiquement la discrimination raciale à laquelle elle était confrontée dans l'armée et la ségrégation rigide alors même qu'elle recrutait d'autres femmes afro-américaines pour le WAAC en mission dans le Sud. Voyageant en uniforme durant l'hiver 1943 sans protection de l'armée, elle fut expulsée d'un bus de Miami et forcée, sous la menace d'une arrestation, de céder sa place à un militaire blanc des Marines. Elle persista ses efforts de recrutement, amenant des femmes afro-américaines en si grand nombre dans le corps d'armée que, bien que les femmes aient servi dans des unités séparées, les bases pour une armée interraciale étaient posées quatre ans avant que le président Harry Truman n'ordonne la déségrégation de l'armée par le décret 9981  en 1948.

## Carrière juridique
Roundtree commence sa carrière dans les droits civiques en octobre 1945 dans le cadre d'une mission d'après-guerre de neuf mois avec le dirigeant syndical noir A. Philip Randolph, qui organisait une campagne nationale pour faire du Fair Employment Practice Committee (FEPC) appliqué pendant la durée de la guerre un acte permanent. Son implication dans la FEPC la met en contact avec la personne qui l'a inspirée à faire du droit la mission de sa vie : l'avocate constitutionnelle Pauli Murray, une militante très engagée pour les droits civiques et une universitaire juridique qui a ensuite fondé l'Organisation nationale pour les femmes. Inspirée par la conviction de Murray que le plus grand instrument de changement social était la loi, Roundtree s'est inscrite à la faculté de droit de l'Université Howard à l'automne 1947, l'une des cinq femmes de sa classe. De 1947 à 1950, elle s'engage dans la lutte contre la ségrégation scolaire déjà menée par les professeurs Thurgood Marshall et Howard Law, James Nabrit Jr. et George EC Hayes, qui culmina en 1954 dans l'affaire ' Board of Education .[réf. nécessaire]

## Déségrégation des bus
En 1952, au cours de sa première année de pratique juridique, Roundtree, avec son partenaire et mentor, Julius Winfield Robertson, pris en charge une affaire de déségrégation de bus qui allait entrer dans l'histoire juridique : Sarah Keys c. Caroline Coach Company (1955). L'affaire trouve son origine dans une plainte d'un soldat afro-américain du WAC nommé Sarah Louise Keys, qui avait été forcée par un chauffeur de bus de Caroline du Nord de céder son siège à un Marine blanc. L'ancien professeur de la Howard Law School de Dovey Roundtree, Frank Reeves, alors chef du bureau de Washington DC de la NAACP, référa le cas de Sarah Keys à Dovey Roundtree en raison des expériences personnelles de Roundtree avec la ségrégation dans les bus pendant son service WAC pendant la Seconde Guerre mondiale. Pour Roundtree, l'affaire devient une mission personnelle. "C'était comme si j'étais assise à regarder dans un miroir, mes sentiments étaient tellement fort que je marchais où Sarah Kays avait marché", se souvient Roundtree dans son autobiographie Mighty Justice de 2019. L'affaire Keys a contesté le droit d'un chauffeur d'autobus privée d'imposer les lois Jim Crow aux passagers noirs voyageant à travers les lignes d'État.
Lorsque l'affaire fut rejetée par le tribunal de district américain du district de Columbia pour des motifs juridictionnels, Roundtree et Robertson ont porté plainte auprès de l'Interstate Commerce Commission, l'organe administratif fédéral chargé de l'application de l'Interstate Commerce Act. Leur plainte, ainsi que l'affaire du train compagnon de la NAACP, furent rejetées par l'examinateur d'audition de la CPI Isadore Freidson lors de leur premier passage. L'affaire serait morte à ce moment-là si Roundtree n'avait pas contacté Adam Clayton Powell membre du Congrès du district de Sarah Keys pour protester contre la décision de l'examinateur de l'audience et exiger une audience par la commission complète de 11 hommes. À la suite de l'intervention de Powell, l'audience complète a été accordée et Roundtree et Robertson eurent 30 jours pour déposer des exceptions. Dans ces exceptions, ils invoquèrent à la fois la clause commerciale de la Constitution américaine ainsi que le raisonnement de la Cour suprême dans l'affaire Brown v. Board, rendu en mai de la même année, et appliqué explicitement au domaine des transports publics. Le 7 novembre 1955, dans une décision historique dans laquelle la CPI arrêta sa longue histoire d'adhésion à l' ' Ferguson (1896), la Commission interdit pour la première fois la doctrine"Séparés mais égaux" dans le domaine des déplacements en bus inter-États. Dans l'affaire Keys, et dans l'affaire ferroviaire complémentaire que la NAACP avait déposée peu de temps après Keys ( NAACP c. St. Louis-San Francisco Railway Company 297 ICC 335 (1955), l'ICC a rompu avec son ancienne politique et a statué que l'Interstate Commerce Act interdisait la ségrégation elle-même.
Bien que saluée par la presse comme une ancancée historique et un "symbole d'un mouvement qui ne peut être freiné", l'affaire Keys fut bloqué de 1955 à 1961, son intention étant largement émoussée par le commissaire de la CPI qui s'était opposé à l'opinion majoritaire du démocrate J. Monroe Johnson Caroline du Sud. Ce n'est qu'à l'été 1961, lorsque la violence résultant de la campagne des Freedom Riders incite le procureur général Robert F. Kennedy à prendre des mesures contre la CPI, que l'impact de l'affaire Keys se fait sentir. Le 29 mai 1961, répondant aux protestations des leaders des droits civiques, Kennedy publia une pétition du ministère de la Justice dans laquelle il citait Keys et l'affaire du train NAACP, ainsi que l'affaire Boynton v. Virginia et demanda à la CPI d'appliquer la décision qu'elle avait elle-même rendue en 1955. Sous la pression du procureur général, la Commission agit finalement conformément à ses propres décisions et, en septembre 1961, mit un terme permanent à la ségrégation dans les déplacements à travers les frontières de l'État.

## Washington D.C
Tout en menant la bataille pour les droits civiques au niveau national, Roundtree et son partenaire, Julius Robertson, entreprirent de représenter des clients noirs dans des affaires civiles et pénales dans les salles d'audience séparées de Washington, DC. À une époque où les avocats noirs devaient quitter les palais de justice pour utiliser les toilettes et où les clients noirs étaient régulièrement référés à des avocats blancs afin de maximiser leurs chances devant les tribunaux, Roundtree et Robertson ont rompu avec la tradition. Ils firent pression sur les cas de clients noirs devant des juges et des jurys blancs et prévalurent, remportant des compensations importantes dans des affaires d'accident et de négligence. Leur victoire en 1957 dans une affaire de négligence contre un établissement psychiatrique de Washington, DC, qui aboutit à la récupération maximale autorisée en vertu de la Federal Tort Claims Act de l'époque, fut largement considérée comme un tournant non seulement pour les clients noirs de la capitale, mais également pour les avocats noirs,.
La mort soudaine de son partenaire Julius Robertson d'une crise cardiaque en novembre 1961 marqua un tournant pour Dovey Roundtree, qui, en tant que femme afro-américaine, se retrouva seule praticienne dans une communauté juridique encore dominée par les hommes. "À une époque où une avocate de n'importe quelle race était considérée avec scepticisme, j'avais tiré une grande crédibilité de mon association avec Julius", a-t-elle écrit plus tard, ajoutant qu'à la suite de la mort de Robertson, "il y avait des moments où je me sentait vraiment vulnérable."  Soutenue par son ordination au ministère de l'Église épiscopale méthodiste africaine le 30 novembre 1961, Dovey Roundtree continua à bâtir un cabinet d'avocats florissant, travaillant comme avocate individuelle pendant neuf ans avant de fonder un deuxième cabinet d'avocats, Roundtree Knox Hunter et Parker en 1970.
En 1962, elle franchit une autre barrière avec sa nomination  à l'Association du Women's bar, association entièrement blanches du District de Columbia, par l'avocate Joyce Hens Green (plus tard juge associée au tribunal de district des États-Unis pour le district de Columbia Circuit). Cette nomination précipita une tempête de controverses, plusieurs membres du conseil d'administration de l'Association s'opposant avec véhémence à la nomination de Roundtree. Ce n'est que lorsque Green exigea un vote de l'ensemble des membres que Roundtree fut admis au Women's Bar en tant que premier membre noir.

## Ray Crump
Ce fut la défense réussie par Roundtree de l'ouvrier noir accusé du meurtre en 1964 de la maîtresse de Kennedy, Mary Pinchot Meyer, qui a affirma sa réputation dans la communauté juridique de Washington, DC. Pour un montant d'un dollar, Roundtree prit la défense de Ray Crump, Jr., accusé d'avoir tiré sur Meyer alors qu'elle faisait sa balade quotidienne le long du canal C & O. Crump. Ray Crump fut retrouvé par la police errant le long du chemin de halage près du lieu du crime et fut arrêté sur la parole d'un témoin oculaire qui affirma que Crump ressemblait à l'homme noir qu'il avait vu debout au-dessus du corps de Meyer quelques instants après le meurtre. Il avait alors été mis en examen sans audience préliminaire. Convaincu que la capacité mentale limitée de Crump le rendait incapable de perpétrer un meurtre aussi furtif et méticuleux, Roundtree affronta le gouvernement des États-Unis lors d'un procès en juillet 1965 au cours duquel la notoriété de la victime attira des foules record d'avocats, d'étudiants en droit et de journalistes au tribunal du district des États-Unis.
Contre les circonstances élaborés présenté par l'avocat américain Alfred Hantman et son équipe juridique, Roundtree a opposé un seul fait : la petite taille de Crump. Mesurant cinq pieds trois pouces et demi (1,61 m environ) et 130 livres (58,96 kg), Roundtree argumentat que Crump était de quatre à cinq pouces (respectivement 10 et 12cm) plus court et au moins 50 livres (22,69 kg) plus léger que l'homme décrit par le témoin oculaire. Étourdissant la cour avec la brièveté et la simplicité de son cas de trente minutes, Roundtree n'a appelé que trois témoins, dont chacun témoigna de la bonne moralité de Crump et ne présenta qu'une seule pièce à conviction : Raymond Crump lui-même. Le verdict de non-culpabilité dans l'affaire a cimenté la réputation de Roundtree parmi les avocats et les juges du procès de Washington, et aboutit à sa nomination dans des affaires de meurtre très médiatisées, y compris la défense de John Griffin en 1977 dans un autre procès sensationnel pour son rôle présumé dans le meurtre d'enfants musulman Hanafi en 1973 dans une résidence du district de Columbia.

## Décès
Dovey Johnson Roundtree eu 100 ans en avril 2014  et décéda à l'âge de 104 ans en mai 2018.

## Plaidoyer pour les enfants et la famille
Au cours des dernières années de pratique, Roundtree s'est forgé un rôle unique, fusionnant ses fonctions ministérielles à l'église Allen Chapel AME de Washington, située dans l'un des quartiers les plus violents de la ville, avec sa pratique juridique, se concentrant sur le droit de la famille et le droit œcuménique. Par le biais d'organisations religieuses et de groupes juridiques, elle est devenue une défenseure publique du bien-être des jeunes enfants, qui, selon elle, étaient en péril par la violence sociétale et la désintégration de la famille. Elle continua ce rôle après sa retraite de toute pratique juridique active en 1996.

## Récompenses et honneurs
Roundtree fut honoré par les barreaux locaux et nationaux et les institutions juridiques et religieuses. Elle reçut le Distinguished Alumna Award 1995 des Howard Law Alumni Of Greater Washington, le 1995 National Bar Association Charlotte E. Ray Award, le 1996 Spirit of Spelman College Founder's Day Award, le 2000 Margaret Brent Women Lawyers of Achievement Award de l'American Bar Association, le prix Living Legacy 2004 de la Howard University School of Divinity et le 2006 Award of Excellence from the Charlotte, North Carolina Chapter du Thurgood Marshall Scholarship Fund. En 2011, elle reçut le Janet B. Reno Torchbearer Award de la Women's Bar Association du District de Columbia, qu'elle avait intégré en 1962.
L'autobiographie de Roundtree, initialement publiée sous le titre Justice Older than the Law, écrite avec Katie McCabe, lauréate du National Magazine Award, a remporté le prix du livre commémoratif Letitia Woods Brown 2009 de l'Association of Black Women Historians. Il fut réédité en 2019 par Algonquin Books (Workman Publishing) avec le titre Mighty Justice : My Life in Civil Rights. Ses mémoires inspirèrent deux livres pour enfants, tous deux co-écrits par Katie McCabe: une adaptation de niveau intermédiaire de 2020 intitulée Mighty Justice, et un livre d'images de 2021, We Wait for the Sun, qui remporta le prix d'honneur Coretta Scott King Illustrator 2022.
Roundtree fut salué par la Première Dame Michelle Obama à l'occasion de la publication initiale de son autobiographie. Dans une lettre rendue publique le 23 juillet 2009, en hommage à Roundtree au Women in Military Service for America Memorial au cimetière national d'Arlington, la Première Dame a cité les contributions historiques de Roundtree à la loi, à l'armée et au ministère, et a déclaré : " C'est sur les épaules de personnes comme Dovey Johnson Roundtree que nous nous tenons aujourd'hui, et c'est avec son engagement envers nos idéaux fondamentaux que nous continuerons à avancer vers un avenir meilleur."[réf. nécessaire]

## Héritage
En 2011, un fonds de bourses d'études fut créé en son nom par le Charlotte Chapter de la National Alumnae Association of Spelman College. Roundtree reçut également le Torchbearer Award 2011 de la Women's Bar Association of the District of Columbia, l'organisation qu'elle a intégrée en 1962. Après sa mort en 2018, le Women's Bar of DC créa la règle Dovey Roundtree pour guider les cabinets d'avocats de Washington vers une augmentation de l'embauche de femmes appartenant à des minorités à des postes de direction. En mars 2013, une résidence pour personnes âgées abordable dans la communauté du sud-est de Washington DC où elle a exercé son ministère fut nommée «The Roundtree Residences» en son honneur.
En juin 2020, au milieu de manifestations nationales contre le meurtre de George Floyd, un don de 40 millions de dollars au Spelman College du PDG de Netflix Reed Hastings et de sa femme, Patty Quillin, financea une bourse que Spelman nomma en l'honneur de Dovey Johnson Roundtree. Décrivant le don comme "un cadeau historique en réponse au moment historique que nous vivons", la présidente du Spelman, Mary Schmidt Campbell, nota que le don global de Hastings de 120 millions de dollars à Spelman et à deux autres institutions était le don le plus important jamais fait aux collèges historiquement noirs et Universités.